# San Antonio de Padua
Pour les articles homonymes, voir Padua.
San Antonio de Padua est une ville de la province de Buenos Aires, en Argentine, et le chef-lieu du partido Merlo. Elle fait partie de l'agglomération du Grand Buenos Aires. San Antonio de Padua est située à 31 km à l'ouest du centre de Buenos Aires.